# Tournoi des Six Nations des moins de 20 ans 2016
Navigation
Tournoi des moins de 20 ans 2015 Tournoi des moins de 20 ans 2017
Le Tournoi des Six Nations des moins de 20 ans  2016 est une compétition annuelle de rugby à XV disputée par six équipes européennes : Angleterre, pays de Galles, Irlande, France, Écosse et Italie.
Le tournoi se déroule du 5 février au 18 mars 2016 les mêmes semaines que pour le Tournoi disputé par leurs aînés et selon un calendrier de cinq journées pendant lesquelles chaque participant affronte toutes les autres. Les trois équipes qui ont l'avantage de jouer un match de plus à domicile sont la France, l'Irlande et le pays de Galles.

## Calendriers des matchs
Les heures sont données dans les fuseaux utilisés par les pays participants : WET (UTC) dans les îles Britanniques et CET (UTC+1) en France et en Italie.
Première journée
| Le 5 février à 19 h 35 | Donnybrook Rugby Ground, Dublin | Irlande -20 | 24 - 35 | Pays de Galles -20 |
| Le 5 février à 20 h 00 | Broadwood Stadium, Cumbernauld  | Écosse -20  | 24 - 6  | Angleterre -20     |
| Le 5 février à 21 h 00 | Stade du Pré Fleuri, Nevers     | France -20  | 40 - 3  | Italie -20         |

Deuxième journée
| Le 12 février à 18 h 30 | Eirias Stadium, Colwyn Bay              | Pays de Galles -20 | 18 - 15 | Écosse -20     |
| Le 12 février à 19 h 10 | Stadio Pacifici (it), San Donà di Piave | Italie -20         | 7 - 42  | Angleterre -20 |
| Le 12 février à 21 h 05 | Parc des sports, Narbonne               | France -20         | 34 - 13 | Irlande -20    |

Troisième journée
| Le 26 février à 18 h 05 | Kingston Park, Newcastle   | Angleterre -20     | 20 - 26 | Irlande -20 |
| Le 26 février à 19 h 10 | Stadio Plebiscito, Padoue  | Italie -20         | 14 - 24 | Écosse -20  |
| Le 27 février à 19 h 45 | Eirias Stadium, Colwyn Bay | Pays de Galles -20 | 16 - 10 | France -20  |

Quatrième journée
| Le 11 mars à 19 h 35 | Donnybrook Rugby Ground, Dublin | Irlande -20    | 19 - 13 | Italie -20         |
| Le 11 mars à 19 h 45 | Ashton Gate Stadium, Bristol    | Angleterre -20 | 16 - 42 | Pays de Galles -20 |
| Le 11 mars à 20 h 00 | Broadwood Stadium, Cumbernauld  | Écosse -20     | 21 - 36 | France -20         |

Cinquième journée
| Le 18 mars à 18 h 45 | Stade du Hameau, Pau            | France -20         | 41 - 17 | Angleterre -20 |
| Le 18 mars à 19 h 05 | Eirias Stadium, Colwyn Bay      | Pays de Galles -20 | 35 - 6  | Italie -20     |
| Le 18 mars à 19 h 35 | Donnybrook Rugby Ground, Dublin | Irlande -20        | 26 - 18 | Écosse -20     |

## Classement
| Rang | Nation             | J | V | N | D | Pm  | Pe  | Diff | Pts |
| ---- | ------------------ | - | - | - | - | --- | --- | ---- | --- |
| 1    | Pays de Galles -20 | 5 | 5 | 0 | 0 | 146 | 71  | +75  | 10  |
| 2    | France -20         | 5 | 4 | 0 | 1 | 161 | 70  | +91  | 8   |
| 3    | Irlande -20        | 5 | 3 | 0 | 2 | 108 | 120 | -12  | 6   |
| 4    | Écosse -20         | 5 | 2 | 0 | 3 | 102 | 100 | +2   | 4   |
| 5    | Angleterre -20 (T) | 5 | 1 | 0 | 4 | 101 | 140 | -39  | 2   |
| 6    | Italie -20         | 5 | 0 | 0 | 5 | 43  | 160 | -117 | 0   |

|  | Vainqueur du tournoi (no 1). |
|  | T : tenant du titre.         |

Attribution des points : Deux points sont attribués pour une victoire, un point pour un match nul, aucun point en cas de défaite.
Règles de classement : 1. points marqués ; 2. différence de points de matchs ; 3. nombre d'essais marqués ; 4. titre partagé.